# Chelaethiops rukwaensis
Chelaethiops rukwaensis är en fiskart som först beskrevs av Ricardo, 1939.  Chelaethiops rukwaensis ingår i släktet Chelaethiops och familjen karpfiskar. IUCN kategoriserar arten globalt som sårbar. Inga underarter finns listade i Catalogue of Life.